# Hãn Phủ Hắc
Hãn Phụ Hắc (tiếng Trung: 罕父黑; bính âm: Hanfu Hei), tự Tử Sách (子索), hay Tể Phụ Hắc (tiếng Trung: 宰父黑; bính âm: Zaifu Hei), tự Tử Hắc (子黑), tôn xưng Tể Phụ Tử (宰父子), người Thừa Khâu, nước Lỗ thời Xuân thu, là một trong thất thập nhị hiền của Nho giáo.

## Cuộc đời
Tể Phụ Hắc là dòng dõi quý tộc nhà Chu, nhiều thế hệ giữ chức Tể phụ. Về sau nhà Chu suy yếu, gia tộc định cư ở nước Lỗ. Cuộc đời của Tể Phụ Hắc không được ghi chép lại. Năm 72, thời Hán Minh Đế, Tể Phụ Hắc được phối thờ trong Khổng miếu.